# Ernst Ellendt
Ernst Ellendt (vollständiger Name Johann Ernst Ellendt, * 18. Februar 1803 in Kolberg; † 27. April 1863 in Königsberg, Preußen) war ein deutscher Klassischer Philologe und Gymnasialdirektor.

## Leben
Ernst Ellendt war der Sohn eines Kaufmanns, der während der Napoleonischen Kriege 1807 nach Königsberg übersiedelte. Ab 1811 arbeitete der Vater als Konrektor in Memel. Ernst Ellendt war ursprünglich ausersehen, das Gewerbe seines Vaters zu übernehmen; stattdessen trat er 1818 in die Tertia des Collegium Fridericianum in Königsberg ein und schlug wie sein älterer Bruder Friedrich (1796–1855) die Schullaufbahn ein. Ab 1820 studierte er an der Albertus-Universität Königsberg Klassische Philologie, Philosophie und Geschichte bei Christian August Lobeck, Johann Friedrich Herbart und Wilhelm Drumann. Ab 1821 unterrichtete Ellendt an der Höheren Töchterschule und ab 1825 (nach der Lehramtsprüfung) an der Kneiphöfischen Bürgerschule, die 1835 in ein Gymnasium umgewandelt. wurde. 1838 wurde er zum Direktor des Altstädtischen Gymnasiums ernannt, das er 25 Jahre lang mit großem Erfolg leitete. Im Jahr 1844 ernannte ihn die philosophische Fakultät der Universität zum Ehrendoktor; 1859 erhielt er den Roten Adlerorden 4. Klasse. Am 27. April 1863 starb er nach kurzer Krankheit.
Ellendts Forschungsschwerpunkt war die griechische Literatur, insbesondere die Geschichtsschreibung und die homerischen Epen. Er gab eine kritische Ausgabe von Arrians Beschreibung des Alexanderfeldzugs heraus (1832) und veröffentlichte mehrere Abhandlungen. Seine Studien zu den homerischen Epen wurden nach seinem Tode von seinem Sohn Georg Ellendt (1840–1908) herausgegeben (1864); dagegen wurde sein Hauptwerk, eine annotierte Homer-Ausgabe mit Sammlung der Parallelstellen, nur auszugsweise und postum veröffentlicht.

## Schriften (Auswahl)
- Quaestionum Arrianearum specimen. Königsberg 1831
- Arriani Nicomediensis De expeditione Alexandri libri septem. Recensuit et annotationibus maximam partem criticis tum aliorum selectis, tum suis instruxit Io. Ern. Ellendt. Zwei Bände, Königsberg 1832
- De Arrianeorum librorum reliquiis. Königsberg 1836
- Materialien zum Uebersetzen aus dem Lateinischen in’s Deutsche für mittlere Klassen deutscher Gymnasien. Königsberg 1842
- De praepositionis a cum nominibus urbium iunctae usu apud Livium. Königsberg 1843
- Georg Ellendt (Herausgeber): Drei homerische Abhandlungen von Joh. Ernst Ellendt. Leipzig 1864